# HardwareX
HardwareX es una revista científica de acceso abierto revisada por pares, dedicada al diseño y a la construcción científica de código abierto. La revista publica hardware científico, compartido bajo una  licencia de hardware abierto. Entre los artículos publicados, se incluyen hardware de una amplia gama de disciplinas científicas, desde las ciencias de la vida e investigación de ingeniería, a control ecológico y medioambiental,  fabricación digital (p. ej. 3D impresión), o herramientas educativas. Populariza las ideas del hardware de fuente abierta y ciencia abierta.